# Willy Mutunga
Willy Munyoki Mutunga est né le 16 juin 1947 à Kilonzo dans l'actuel district de Nzambani (province orientale) au Kenya. En tant que président (Chief Justice) de la Cour suprême (Supreme Court) et de la Commission justice (Judicial Service Commission) entre le 20 juin 2011 et le 16 juin 2016, il est le plus haut magistrat judiciaire de son pays.

## Biographie
Willy Mutunga, d'origine Kamba, nait le 16 juin 1947 à Kilonzo près de Kitui dans une famille de catholiques pratiquants. Son père Mbiti (surnommé Mzee Mutunga Mbiti) est un tailleur qui a huit enfants avec son épouse Mbesa. Willy en est le deuxième plus âgé.

### Parcours sociétal
Après avoir obtenu son Bachelor of Laws (LLB) à l'université de Nairobi puis le diplôme de Master of Laws (LLM) à l'université de Dar es Salaam, il travaille pendant une dizaine d'années comme chargé de cours à la faculté de droit de l'université de Nairobi et devient activiste politique en rejoignant l'University Academic Staff Union (UASU). Le 10 juin 1980, il est arrêté puis incarcéré sous le chef d'inculpation de faire partie d'un mouvement clandestin prônant l'idéologie marxiste-socialiste appelé December 12 Movement et qui édite et distribue une publication périodique appelée Pambana (ce qui signifie « lutte » en swahili). Il est libéré le 29 juillet 1982.
Le 20 octobre 1983, il s'exile au Canada où il rejoint un groupe d'étudiants et d’intellectuels et finalise ses études avec un titre de Doctor of Laws (LLD) obtenu à la Osgoode Hall Law School de l'Université York.
Après la chute du mur de Berlin, le 9 novembre 1989, son idéologie, comme celle de beaucoup d'autres dissidents kényans en exil au Canada, se tourne vers le social-libéralisme et il devient membre de l'ONGI Droits et Démocratie.
La restauration, au Kenya, du multipartisme incite, alors, Willy Mutunga à revenir dans son pays en 1991 où il s'inscrit au jeune parti politique Forum for the Restoration of Democracy (FORD) fondé par Oginga Odinga.
La même année, il devient vice-président (Vice-Chairman) du barreau kényan la Law Society of Kenya (LSK) puis, président (Chairman) entre 1993 et janvier 1995. C'est pendant cette période qu'il milite pour une révision de la Constitution. Lorsque le mouvement citoyen Citizens’ Coalition for Constitutional Change (4Cs) est créé le 6 janvier 1995, il en prend la tête avec Chris Mulei. Ce mouvement sera à la base de la création en 1997 de la National Convention Assembly (NCA) et de son « bras » exécutif le The National Convention Executive Council (NCEC).
En 2002, il dirige les négociations entre plusieurs partis politiques pour former une alliance en vue de contrer Daniel Arap Moi à la prochaine élection présidentielle du mois de décembre. Cette alliance, appelée National Rainbow Coalition (NARC), permet la victoire de Mwai Kibaki. Malgré les demandes des négociateurs, il refuse de prendre la présidence du nouveau parti arguant que son seul but était d'unir l'opposition politique et non de prendre une part active dans la vie politique.
Apprenant, en 2004, que le président Kibaki veut le nommer à la tête du Council of Jomo Kenyatta University (JKUAT), il décline l'offre pour motifs qu'il n'a pas été consulté au préalable et qu'il ne croit pas avoir les qualifications nécessaires pour le poste.
Toujours en 2004, il quitte le domaine de la société civile pour le secteur des donateurs. Il rejoint les rangs locaux de la Fondation Ford en tant que directeur du programme pour les droits de l'homme avant d’occuper, entre 2009 et 2011, le poste de directeur exécutif pour la région de l'Afrique de l'Est.

### Présidence de la Cour suprême

#### Candidature

##### Principe constitutionnel
La nouvelle Constitution, entrée en application le 27 août 2010, stipule que :
- la durée du mandat des présidents et vice-présidents de la Cour suprême de justice ne peut excéder une durée de 10 ans[4],
- les hauts magistrats visés en poste à la date d'application de la Constitution devront avoir quitté leur fonction pour au plus tard le 27 février 2011[5],
- la Commission justice (Judicial Service Commission) est chargée de lancer l'offre d'emploi et de recevoir les candidatures[6],
- le chef de l’État propose, parmi les personnes retenues par la Commission justice, un candidat à l’agrément de l'Assemblée nationale[7].

##### Controverses et débats
Contre toute attente, le 5 février 2011, le président Mwai Kibaki annonce avoir porté son choix sur le futur président de la Cour suprême, malgré l'opposition du premier ministre Raila Odinga qui n'a pas encore eu de consultation avec aucun des dix candidats proposés par la Commission justice. Finalement, les deux hommes tombent d'accord le 17 mai pour soutenir devant l'Assemblée nationale la candidature de Willy Mutunga.
Si, d'emblée, le président de l'Assemblée, Kenneth Marende, décide de soutenir cette candidature, il n'en va pas de même pour un groupe de parlementaires anti-réformistes, mené par William Ruto, qui avait combattu le projet de réforme de la Constitution : les idées progressistes du Dr Mutunga leur font peur.
Les attaques sont plus centrées sur un aspect vestimentaire spécifique (une discrète boucle d'oreille dans le lobe de l'oreille gauche) et sur des préjugés que sur la capacité à exercer la fonction visée. Rapidement, les dignitaires des clergés chrétiens ainsi que les parlementaires de confession musulmane et les imams, s’insurgent à leur tour contre cette nomination. Les premiers arguant que le candidat est gay, les seconds qu'il n'est pas un vrai musulman car un accessoire vestimentaire féminin est interdit par l'islam pour un homme. À la question d'un parlementaire concernant sa boucle d'oreille, il répond « If am told I must remove it to get the job of Chief Justice, I will say keep your job. » (« Si l'on me dit que je dois l’ôter pour obtenir le poste de chef de la justice, je répondrais : gardez votre emploi. »).
Finalement, le 15 juin, les parlementaires « pro-Mutunga », soutenus par les acteurs de la société civile et une majorité de l'opinion publique, parviennent à faire nommer Willy Mutunga en tant que Chief Justice par le comité de contrôle constitutionnel du Parlement (Constitutional Implementation Oversight Committee) par 20 voix « pour », 2 « contre » et 1 « abstention ».

#### Nomination
Le 20 juin 2011, avec Nancy Baraza en tant que nouvelle vice-présidente (Deputy Chief Justice) de la Cour suprême et Keriako Tobiko en tant que directeur du Ministère public (Director of Public Prosecutions at State House), il prête serment devant le président Mwai Kibaki en tant que nouveau président (Chief Justice) de la Cour suprême et de la Commission justice (Judicial Service Commission).
Anticonformistes, Nancy Baraza et lui-même prêtent serments non revêtus des signes ostentatoires propres à la fonction.

#### Réforme de la justice
Dès son entrée en fonction, Willy Mutunga affirme sa volonté de faire respecter, par tous, la nouvelle Constitution et son envie de réformer la justice kényane.

#### Retraite
L'article 167 de la Constitution stipule que tout juge doit prendre obligatoirement sa retraite au plus tard le jour de son 70e anniversaire. Pour Willy Mutunga, il s'agit du 16 juin 2017, soit deux mois avant les élections présidentielle de 2017. Cependant, il décide de prendre cette retraite un an plus tôt afin de donner du temps à la Commission justice (Judicial Service Commission) pour recruter un nouveau président (Chief Justice) de la Cour suprême (Supreme Court) au cas où une pétition contestant le scrutin présidentiel de 2017 serait déposée devant cette Cour suprême. Sa prévision se confirma.

### Vie privée
Divorcé de Rukia, sa première épouse, avec qui il a deux enfants : Mbuti Willy (commerçant à Kitui) et Shamillah Willy, il est en instance de divorce de Beverle Michele Lax qu'il épousa le 20 juillet 2000 à San Mateo.
Il est aussi le père de deux enfants naturels nés respectivement en 1993 et 1999 de deux mères différentes.
Les circonstances ont fait qu'il n'a pu assister ni à l'enterrement de sa mère en 1982 (il était en prison), ni à celui de son père en 1985 (il était exilé au Canada).
De confession catholique, dans son enfance, s'il est devenu, par la suite, anglican puis musulman, il n'a jamais abandonné les convictions religieuses ancestrales.

## Personnalité
Willy Mutunga est perçu par tous ceux qui le connaissent quelque peu comme quelqu'un de réceptif, humble et attaché aux traditions. Lui-même, explique que sa boucle d'oreille n'a rien d'autre à voir qu'avec la tradition de ses ancêtres.

## Publication
- The Right of Arrested and Accused Persons (1990) ;
- Constitution-Making from the Middle: Civil Society and Transition Politics in 1992-1997 (1999), Nairobi, Sareat & Mnwengo,  (ISBN 996693801X) ;
- Exposing the soft belly of the multinational beast : the struggle for workers' rights at Del Monte Kenya (2002) ;
- The Unfolding Political Alliances and their Implications for Kenya’s Transition (2002), Nairobi, Claripress[14] ;
- Governance and Leadership: Debating the African Condition, en collaboration avec Alamin Mazrui, Africa World Press, Inc.  (ISBN 159221147X)[15].